# یک افسانه
یک افسانه (به انگلیسی: A Fable) نام یک کتاب ادبی است که توسط ویلیام فاکنر، نویسندهٔ اهل ایالات متحده آمریکا نوشته شده‌است.